# Багамські Острови на Олімпійських іграх
Багамські Острови вперше взяли участь в літніх Олімпійських іграх 1952 року на Іграх в Гельсінкі й з того часу багамські спортсмени брали участь в усіх літніх Олімпійських іграх сучасності окрім Ігор 1980 року в Москві. Жодного разу спортсмени з Багамських островів не брали участі в зимових Олімпійських іграх.
За всю історію виступів багамськими атлетами було здобуто 11 олімпійських нагород, у тому числі 5 золотих.
Олімпійська асоціація Багам була заснована 1953 року.

## Медальний залік

### Медалі на Олімпійських іграх
| Ігри              | Золото          | Срібло          | Бронза          | Загалом         |
| 1952 Гельсінки    | 0               | 0               | 0               | 0               |
| 1956 Мельбурн     | 0               | 0               | 1               | 1               |
| 1960 Рим          | 0               | 0               | 0               | 0               |
| 1964 Токіо        | 1               | 0               | 0               | 1               |
| 1968 Мехіко       | 0               | 0               | 0               | 0               |
| 1972 Мюнхен       | 0               | 0               | 0               | 0               |
| 1976 Монреаль     | 0               | 0               | 0               | 0               |
| 1980 Москва       | Не брали участі | Не брали участі | Не брали участі | Не брали участі |
| 1984 Лос-Анджелес | 0               | 0               | 0               | 0               |
| 1988 Сеул         | 0               | 0               | 0               | 0               |
| 1992 Барселона    | 0               | 0               | 1               | 1               |
| 1996 Атланта      | 0               | 1               | 0               | 1               |
| 2000 Сідней       | 2               | 0               | 1               | 3               |
| 2004 Афіни        | 1               | 0               | 1               | 2               |
| 2008 Пекін        | 0               | 1               | 1               | 2               |
| 2012 Лондон       | 1               | 0               | 0               | 1               |
| 2016 Ріо          | 1               | 0               | 1               | 2               |
| Загалом           | 6               | 2               | 6               | 14              |

### За видами спорту
| Ігри             | Золото | Срібло | Бронза | Загалом |
| Легка атлетика   | 6      | 2      | 4      | 12      |
| Вітрильний спорт | 1      | 0      | 1      | 2       |
| Загалом          | 6      | 2      | 6      | 14      |